# ケイシー・クレメンス
ケイシー・オースティン・クレメンス（Kacy Austin Clemens, 1994年7月27日 - ）は、 アメリカ合衆国テキサス州ヒューストン出身のプロ野球選手（一塁手）。右投左打。MLBのトロント・ブルージェイズ傘下所属。
父はサイ・ヤング賞を7度受賞したロジャー・クレメンス。

## 経歴
2013年のMLBドラフト35巡目（全体1037位）でヒューストン・アストロズから指名されたが、契約せずにテキサス大学オースティン校へ進学した。
2017年のMLBドラフト8巡目（全体249位）でトロント・ブルージェイズから指名され、プロ入り。契約後、傘下のA-級バンクーバー・カナディアンズでプロデビュー。62試合に出場して打率.274、4本塁打、45打点、4盗塁を記録した。
2018年はA級ランシング・ラグナッツとA+級ダニーデン・ブルージェイズでプレーし、2球団合計で122試合に出場して打率.231、12本塁打、65打点、2盗塁を記録した。